# Nanggewer (Cibinong)
Nanggewer is een bestuurslaag in het regentschap Bogor van de provincie West-Java, Indonesië. Nanggewer telt 28.469 inwoners (volkstelling 2010).